# Albornoz

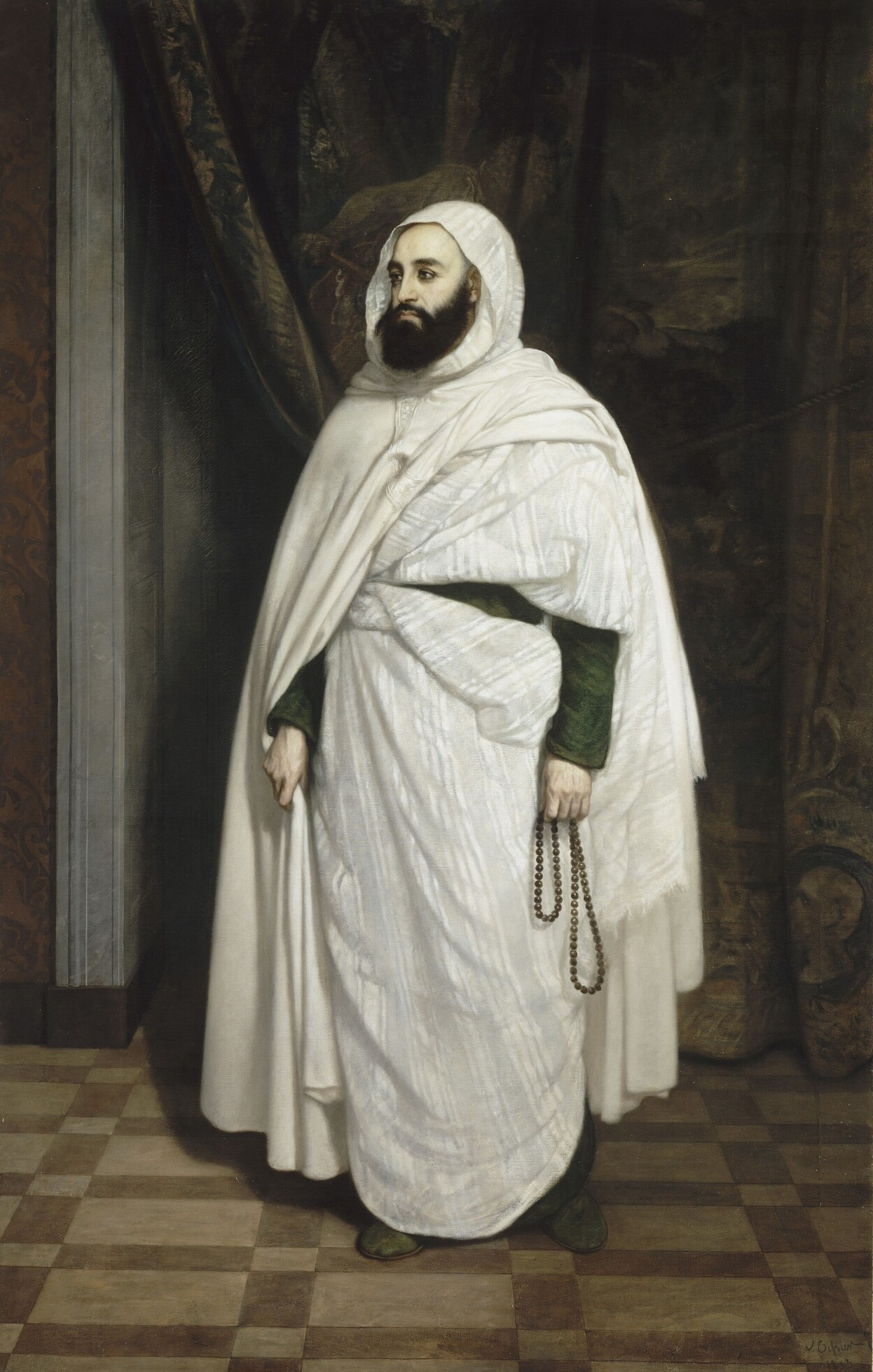
O emir argelino Abdalcáder envergando um albornoz

O albornoz (do árabe al burnus; البرنس) é uma capa comprida de lã, típica das populações berberes do Norte de África. É provida de um capuz pontiagudo e geralmente é branca, podendo também ser castanha. É usada sobretudo na Argélia, Tunísia e Marrocos. No Idade Média foi usada na Península Ibérica e noutras regiões do Norte de África. Como no passado, atualmente é ainda usada, embora tenha outros nomes, em algumas regiões da África subsariana, sobretudo no Noroeste de África.
Em cabila é designada como avernus ou avidhi; em chaoui (outro dialeto berbere) aâlaw. Em catalão é designada como barnús; em francês como burnous ou bournous; em inglês, além destes termos é também usada a grafia burnoose. Outras designações são burnus, sbernia, sberna e bernusso.